# Schizophrenia (album Wayne’a Shortera)
Schizophrenia – jedenasty album studyjny amerykańskiego saksofonisty jazzowego Wayne’a Shortera, wydany po raz pierwszy w 1969 roku z numerem katalogowym BST 84297 nakładem Blue Note Records.

## Powstanie
Materiał na płytę został zarejestrowany 10 marca 1967 roku przez Rudy’ego Van Geldera w należącym do niego studiu (Van Gelder Studio) w Englewood Cliffs w stanie New Jersey. Produkcją albumu zajął się Francis Wolff.

## Lista utworów
Opracowano na podstawie materiału źródłowego.
Wydanie LP
Strona A
| Nr | Tytuł utworu    | Muzyka        | Długość |
| -- | --------------- | ------------- | ------- |
| 1. | „Tom Thumb”     | Wayne Shorter | 6:12    |
| 2. | „Go”            | Shorter       | 5:42    |
| 3. | „Schizophrenia” | Shorter       | 6:50    |
|    |                 |               | 18:44   |

Strona B
| Nr | Tytuł utworu | Muzyka          | Długość |
| -- | ------------ | --------------- | ------- |
| 1. | „Kryptonite” | James Spaulding | 6:27    |
| 2. | „Miyako”     | Shorter         | 5:00    |
| 3. | „Playground” | Shorter         | 6:21    |
|    |              |                 | 17:48   |

## Twórcy
Opracowano na podstawie materiału źródłowego.
Muzycy:
- Wayne Shorter – saksofon tenorowy
- James Spaulding – saksofon altowy, flet
- Curtis Fuller – puzon
- Herbie Hancock – fortepian
- Ron Carter – kontrabas
- Joe Chambers – perkusja

Produkcja:
- Francis Wolff – produkcja muzyczna
- Rudy Van Gelder – inżynieria dźwięku
- John Zoiner – fotografia na okładce
- Leonard Feather – liner notes
- Michael Cuscuna – produkcja muzyczna (reedycja na CD)